# Provincia de Cajabamba
La provincia de Cajabamba es una de las trece que conforman el departamento de Cajamarca, en el norte del Perú. Limita por el norte con la provincia de San Marcos, por el este y el sur con el departamento de La Libertad, y por el oeste con la provincia de Cajamarca.

## Historia

### Época preincaica
Los primeros pobladores de Cajabamba fueron los lluchos. Los lluchos constituyeron un aillu. Y Cajabamba fue su capital. Las mujeres de este aillu se vestían con trajes rojos o colorados. Sus cabellos los trenzaban con cintas rojas. Los hombres llevaban una bincha roja en la cabeza. El rojo era el color oficial del aillu.

#### Agricultura
Cada familia nuclear de los integrantes de los lluchos recibía un topo. El topo les servía para su subsistencia, así como para pagar tributo al curaca.

#### Culto
Los lluchos eran politeístas. Adoraban a la tierra y también al sol. Sin embargo su dios principal era el Ataugujo, creador de todas las cosas.
Otro de sus dioses era Apu Catequil, héroe que luchó para expulsar de la región a los Guachemines. Estos eran pobladores del Imperio huari.

### Reino de Huamachuco
Pasado los años, los diferentes aillus vecinos de Cajabamba fueron creciendo y se transformaron en huarangas. Se agruparon y formaron el reino de Huamachuco, que había quedado constituido por cuatro huarangas primitivas: Llamea, Huacapongo, Andamarca y Llucho.
Esta última estuvo ubicada desde su creación, siglo XV, en el territorio en el que ahora se asienta la provincia de Cajabamba. No obstante, dependía del reino de Huamachuco.

### Época inca
En 1471, el príncipe Túpac Yupanqui conquistó el reino de Huamachuco para anexarlo al Imperio incaico. Los incas habían llevado dos huarangas más. La de los mitimaes serranos y la de costeños. En 1475 las huarangas de Huamachuco fueron reestructuradas por Túpac Yupanqui, excepto la de Llucho, que fue formada el año 1500 por Huayna Cápac. Los aillus de la huaranga Llucho los conformaron Allauca, Llucho, Collán, Llaida, Icchopidán, Yanac, Cuacoto, Echollucho, Llaucapidan, Llaga y Sujut.
Durante la época inca, fueron removidos de sus lugares originales. Varios aillus de los lluchos fueron desterrados a otras regiones del Perú, en calidad de mitimaes. Y desde luego, para cubrir los vacíos en la huaranga Llucho fueron trasladados mitimaes de diferentes lugares de la sierra: Cajabamba y Huamachuco.
En la huaranga de los lluchos, se distinguían cuatro estratos sociales bien definidos:
- 1) Los alos o señores
- 2) Los mitimas o extranjeros
- 3) Los parques o clase trabajadora
- 4) Las llanas o siervos

### La conquista
Apresado el inca Atahualpa en Cajamarca el 16 de noviembre de 1532 por los conquistadores al mando de Pizarro, este nombró una expedición comandada por Pizarro y Hernando de Soto. Esta expedición llegó a Cajabamba el 6 de enero de 1533. Al día siguiente, se trasladaron a Huamachuco continuando con la expedición.
En agosto de 1533, Francisco Pizarro, después de haber dado muerte a Atahualpa, parte hacia el sur. Cruzarían el río Crisnejas por el puente colgante construido de bejucos y trenzas de cabuya, descansarían con toda su caballería dos días en Cajabamba.

### El virreinato
El corregimiento de Cajamarca fue creado en el año 1565. Comprendía una inmensa extensión de territorio: Cajamarca, Huambos (hoy Chota) y Huamachuco (hoy Cajabamba, Santiago de Chuco Otuzco, Sincicap y Huamachuco). El corregidor no se da abasto de este gran corregimiento, de manera que se nombraron tenientes de corregidor. El teniente de corregidor de Huamachuco prefería residir en el pueblo San Nicolás de Tolentino de Cajabamba atraído por su saludable clima. Nombrar tenientes del corregidor en Huamachuco no fue correcto ya que estos tenientes se habían convertido en autoridades abusivas. Cobraban elevados tributos y reparto irregular de tierras. Hubo sublevaciones. Esas razones fueron las causas para separar a Huamachuco de Cajabamba. El 11 de enero de 1759, se expidió desde Lima la disposición de separación a la provincia de Huamachuco del distrito de Cajabamba.

### Creación de Cajabamba
En 1553 los frailes ermitaños de San Agustín llegaron a Cajabamba con el fin de evangelizar los dominios españoles. Estos erigen una capilla misional en la zona donde ahora es el cementerio Santa Ana, cerca de la famosa Peña del Olvido. Esta capilla lleva el nombre de San Nicolás de Tolentino, santo de la devoción de los Agustinos. Durante el gobierno del virrey Francisco de Toledo, ordenó que los pequeños aillus dispersados alrededor de Cajabamba habitaran en el pueblo de San Nicolás de Tolentino de Cajabamba. El poblado de Cajabamba fue destinado como capital de doctrina y no de provincia, por ese motivo fue trazado con calles rectas y angostas, y su plaza mayor pequeña.
Con el transcurso de los años, los hacendados españoles fueron ocupando paulatinamente el pueblo de Cajabamba y se fueron casando con las hijas de los curacas lluchos y mitmas. Terminada la época de la colonia, el pueblo de Cajabamba se había despoblado de indios y en su lugar se había llenado de españoles, criollos y mestizos.

### La República
El 12 de noviembre de 1827, el general La Mar da una ley elevando a Cajabamba a la categoría de villa. El 9 de noviembre de 1839, el Congreso de Huancayo emite un decreto declarando a Cajabamba con el título de la siempre fiel ciudad de Cajabamba y elevada a la categoría de ciudad. Estos honores fueron gracias a los importantes servicios prestados a la causa de la Independencia del Perú.
Recién en 1854, Cajabamba decide, mediante comicios populares desligarse de Huamachuco, Tal es así que se constituye en provincia del nuevo departamento de Cajamarca. Por decreto supremo del 11 de febrero de 1855, expedido por el presidente Ramón Castilla, reconoce a Cajabamba como provincia de Cajamarca. En 1988, por la Ley de Descentralización, Cajabamba pasó a integrar la Región Nororiental del Marañón (RENOM), conformada por Cajamarca, Lambayeque y Amazonas. Sin embargo, en 1999, se desintegra esta región.

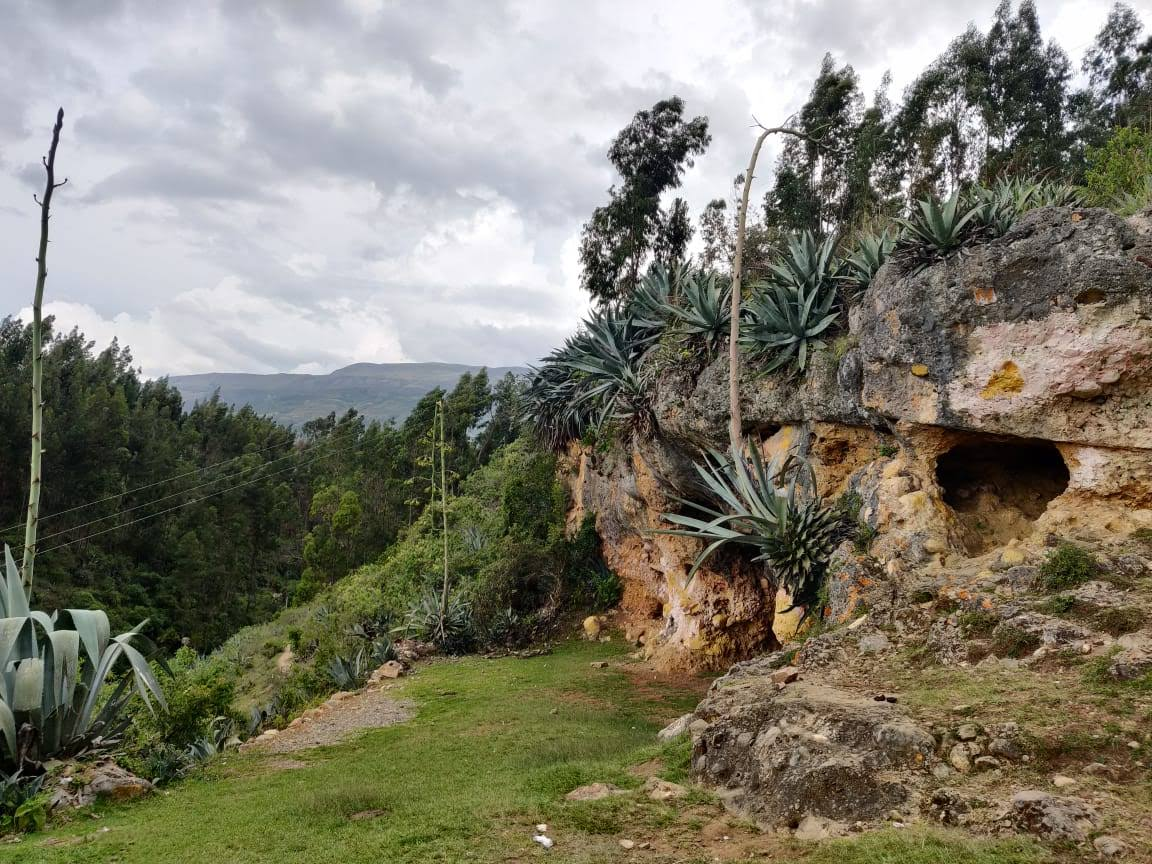
Peña del Olvido, Cajabamba

## División administrativa
La provincia tiene una extensión de 1807,64 km² y se divide en 4 distritos:
- Cajabamba
- Cachachi
- Condebamba
- Sitacocha

## Población
La provincia tiene una población aproximada de 85 000 habitantes.

## Capital

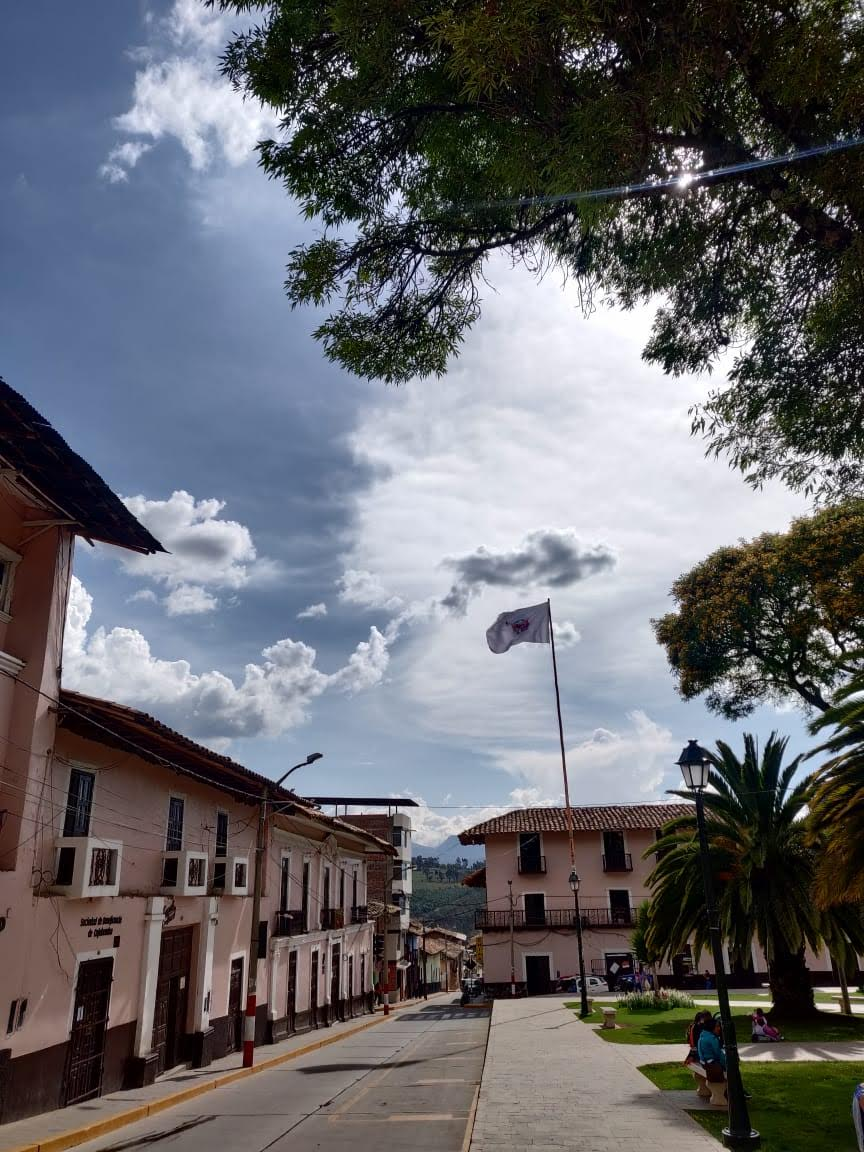
Vista de la plaza de Armas de Cajabamba

La capital de la provincia es la ciudad de Cajabamba. 

## Autoridades

### Regionales
- Consejero regional
  - 2019-2022:[1] Martha Beatriz Martínez Merino (Alianza para el Progreso)

### Municipales
- 2019-2022[1]
  - Alcalde: Víctor José Morales Soto, de Alianza para el Progreso.
  - Regidores:

  1. Víctor Hugo Astopilco Calderón (Alianza para el Progreso)
  2. Julio Quiterio Julca Aguilar (Alianza para el Progreso)
  3. Iván Margot Barrueto Madalengoitia (Alianza para el Progreso)
  4. Nayeli Yamali Valdivia Meléndez (Alianza para el Progreso)
  5. Isaac Martín Dextre Iparraguirre (Alianza para el Progreso)
  6. Dennis Mardely Calderón Goicochea (Alianza para el Progreso)
  7. José Orlando Hurtado Escamilo (Frente Regional de Cajamarca)
  8. Mariano Teófilo Pesantes Alayo (Frente Regional de Cajamarca)
  9. José Wilbert Romero Vásquez (Movimiento de Afirmación Social)